# 彼得潘的冒險
《彼得潘的冒險》（日语：ピーターパンの冒険）為日本動畫公司製作的世界名作劇場系列第15部的動畫作品。改編自英國作家詹姆斯·馬修·巴利的作品《彼得潘》（Peter Pan）。自1989年1月15日播至同年1989年12月24日，全41集。

## 故事概要
在達令家的3個孩子進入夢鄉，絕不想長大的永遠的孩子，彼得潘來臨了。孩子們醒來了，與彼得潘一起從窗戶出去。全體一起自由自在的飛翔。彼得潘帶溫蒂他們去永無島。永無島是什麼都能做的夢想的王國。有海盜還有印第安人。溫蒂在彼得潘與孩子們中是扮演媽媽的角色。剛開始叮卡貝兒(小叮噹)非常忌妒溫蒂，但後來她打開了心防。巨大的機械與造成騷動的海盜虎克篇，接下來是獨創的魔女達克妮絲篇，彼得潘的魅力就此發展。

## 其他
- 世界名作劇場的作品中，唯一一部在英國電視台有被播映的作品。可是日本人的工作人員的名字完全沒有，標題畫面寫著「written by Melora Harte」(作者美樂拉‧哈特)，英文版的腳本家的名字大幅的被改寫，變的不知道是不是不能參考日本製作的作品。但是現在變成了被遺忘的英文版本。
- 世界名作劇場作品中，唯一一部首次開播時間是星期日晚上19：00~20：00，一次連播2話(第1話與第2話的部份)，不過其他話數播映的時間一樣都是星期日晚上19：30。

## 主題歌、插入歌
- 片頭曲『彼得潘再次』
  - 歌：岩井由紀子 (悠由)、作詞：秋元康、作曲：井上能征、編曲：西平彰
- 片尾曲『夢想芝麻開門！』
  - 歌：岩井由紀子 (悠由)、作詞：秋元康、作曲：井上能征、編曲：西平彰
- 插入歌1『告訴我小星星』
  - 歌：橋本潮、作詞：木本慶子、作曲：大木將弘、編曲：高田弘
- 插入歌2『彼得潘帶來了』
  - 歌：橋本潮、作詞：木本慶子、歌：橋本朝、作曲：大木將弘、編曲：高田弘

## 標題播映表
| 話數 | 副標題                               | 播映日         | 腳本            | 分鏡              | 演出     | 作畫監督                      |
| ---- | ------------------------------------ | -------------- | --------------- | ----------------- | -------- | ----------------------------- |
| 1    | 快點來吧！大家所憧憬的彼得潘         | 1989年1月15日  | 雪室俊一 島田滿 | 黑田昌郎          | 黑田昌郎 | 川崎博嗣、大久保富彦          |
| 2    | 飛向永無島Go！Go！Go！               | 1989年1月15日  | 雪室俊一 島田滿 | 黑田昌郎          | 黑田昌郎 | 川崎博嗣、大久保富彦          |
| 3    | 海盜出現了！夢想與冒險的王國永無島   | 1989年1月22日  | 雪室俊一        | 辻伸一            | 黑田昌郎 | 川崎博嗣、大久保富彦          |
| 4    | 登場！時鐘鱷魚是虎克船長的朋友？     | 1989年1月29日  | 雪室俊一        | 吉田茂承          | 黑田昌郎 | 大久保富彦                    |
| 5    | 虎克船長最討厭縫紉機的聲音           | 1989年2月5日   | 雪室俊一        | 古川順康          | 黑田昌郎 | 川崎博嗣、大久保富彦          |
| 6    | 約翰的初戀？淘氣女孩出現了！         | 1989年2月12日  | 雪室俊一        | 楠葉宏三          | 黑田昌郎 | 遊佐和重                      |
| 7    | 溫蒂加油！蛋不交給任何人             | 1989年2月19日  | 雪室俊一        | 楠葉宏三          | 黑田昌郎 | 川崎博嗣、大久保富彦 石之博和 |
| 8    | 作戰開始！讓時鐘鱷魚笑！             | 1989年2月26日  | 雪室俊一        | 腰繁男            | 黑田昌郎 | 川崎博嗣、大久保富彦          |
| 9    | 永無島的法律？每天都是生日！         | 1989年3月5日   | 雪室俊一        | 楠葉宏三          | 黑田昌郎 | 川崎博嗣、大久保富彦          |
| 10   | 行跡可疑的行動！尾隨著約翰           | 1989年3月12日  | 雪室俊一        | 辻伸一            | 黑田昌郎 | 川崎博嗣、大久保富彦          |
| 11   | 新兵器！水陸兩用的灰姑娘馬車？       | 1989年3月19日  | 雪室俊一        | 楠葉宏三          | 黑田昌郎 | 遊佐和重                      |
| 12   | 海盜也逃跑？麥可說的鬼故事！         | 1989年3月26日  | 島田滿          | 黑川文男          | 黑田昌郎 | 川崎博嗣、大久保富彦 沖浦啟之 |
| 13   | 救出作戰開始！幫助彼得潘             | 1989年4月16日  | 雪室俊一        | 楠葉宏三          | 黑田昌郎 | 川崎博嗣、大久保富彦          |
| 14   | 雪路姆山的惡魔與麥可的勇氣           | 1989年4月23日  | 雪室俊一        | 楠葉宏三          | 黑田昌郎 | 遊佐和重                      |
| 15   | 背叛虎克！不想做海盜的伽哥           | 1989年4月30日  | 雪室俊一        | 黑川文男          | 黑田昌郎 | 川崎博嗣、大久保富彦          |
| 16   | 溫蒂生氣了！討厭彼得潘               | 1989年5月7日   | 島田滿          | 楠葉宏三          | 黑田昌郎 | 川崎博嗣、大久保富彦          |
| 17   | 約翰失眠了！捉住睡眠的精靈           | 1989年5月14日  | 雪室俊一        | 辻伸一            | 鈴木孝義 | 遊佐和重                      |
| 18   | 拿出勇氣的托特爾斯！搶奪海盜旗       | 1989年5月21日  | 雪室俊一        | 楠葉宏三          | 黑田昌郎 | 川崎博嗣、大久保富彦          |
| 19   | 虎克的決心！消失的海盜船之謎         | 1989年5月28日  | 雪室俊一        | 楠葉宏三          | 黑田昌郎 | 川崎博嗣、大久保富彦          |
| 20   | 窮途末路！溫蒂在霧之谷消失           | 1989年6月4日   | 島田滿          | 松見真一 齊藤次郎 | 黑田昌郎 | 沖浦啟之                      |
| 21   | 救出溫蒂！付出性命的小叮噹           | 1989年6月18日  | 島田滿          | 楠葉宏三          | 黑田昌郎 | 川崎博嗣、大久保富彦          |
| 22   | 秘密兵器啟動！虎克船長最後的王牌     | 1989年6月25日  | 島田滿          | 辻伸一            | 黑田昌郎 | 川崎博嗣、大久保富彦          |
| 23   | 深沉的謎團！尋找小叮噹的故鄉         | 1989年7月9日   | 雪室俊一        | 楠葉宏三          | 黑田昌郎 | 古田昭司                      |
| 24   | 可怕的黑斗篷集團與神祕的美少女！     | 1989年7月23日  | 雪室俊一        | 辻伸一            | 黑田昌郎 | 川崎博嗣、大久保富彦          |
| 25   | 小叮噹回來了！妖精王國是不可思議之國 | 1989年7月30日  | 雪室俊一        | 楠葉宏三          | 黑田昌郎 | 石之博和                      |
| 26   | 虎克船長復活！空中海盜船建造計畫     | 1989年8月6日   | 島田滿          | 鈴木孝義          | 黑田昌郎 | 川崎博嗣、大久保富彦          |
| 27   | 約翰的憧憬！騎著木馬的騎士           | 1989年8月13日  | 雪室俊一        | 橫田和善          | 橫田和善 | 古田昭司                      |
| 28   | 變成惡魔的溫蒂                       | 1989年8月20日  | 雪室俊一        | 楠葉宏三          | 黑田昌郎 | 沖浦啟之                      |
| 29   | 妖精普西克！拿出飛的勇氣             | 1989年8月27日  | 雪室俊一 島田滿 | 辻伸一            | 黑田昌郎 | 大久保富彦                    |
| 30   | 浮上開始！虎克的空中海盜船           | 1989年9月3日   | 雪室俊一        | 矢澤則夫          | 黑田昌郎 | 川崎博嗣                      |
| 31   | 失去夢想！不能飛的彼得潘             | 1989年9月10日  | 雪室俊一        | 楠葉宏三          | 黑田昌郎 | 賀川愛                        |
| 32   | 與海盜一起去尋找！白鏡之謎           | 1989年9月17日  | 雪室俊一        | 辻伸一            | 黑田昌郎 | 大久保富彦                    |
| 33   | 露娜的眼淚！我是達克妮絲的魔女？     | 1989年10月1日  | 雪室俊一        | 古川順康          | 黑田昌郎 | 川崎博嗣                      |
| 34   | 聽見汽笛聲？尋找幽靈火車！           | 1989年10月22日 | 雪室俊一        | 楠葉宏三          | 黑田昌郎 | 谷口守泰                      |
| 35   | 強敵！虎克與達克妮絲交手             | 1989年10月29日 | 雪室俊一        | 辻伸一            | 黑田昌郎 | 賀川愛                        |
| 36   | 冒險終止？大家心中忐忑不安的痛       | 1989年11月5日  | 雪室俊一        | 楠葉宏三          | 黑田昌郎 | 川崎博嗣、大久保富彦          |
| 37   | 史上最大的迷宮！通往達克妮絲城的道路 | 1989年11月19日 | 雪室俊一        | 古川順康          | 黑田昌郎 | 川崎博嗣、大久保富彦          |
| 38   | 黑鏡啟動！永無島的大危機             | 1989年12月3日  | 雪室俊一        | 楠葉宏三          | 黑田昌郎 | 賀川愛                        |
| 39   | 虎克的野心！奪取達克妮絲城           | 1989年12月10日 | 雪室俊一        | 楠葉宏三          | 黑田昌郎 | 谷口守泰                      |
| 40   | 最後決戰！彼得潘對抗虎克船長         | 1989年12月17日 | 雪室俊一        | 辻伸一            | 黑田昌郎 | 川崎博嗣、大久保富彦          |
| 41   | 再見了！彼得潘！夢想與冒險的王國     | 1989年12月24日 | 雪室俊一        | 黑田昌郎 中村孝   | 黑田昌郎 | 川崎博嗣、大久保富彦          |

## 外部連結
- 互联网电影数据库（IMDb）上《彼得潘的冒險》的资料（英文）